# 進歩党 (アメリカ 1912)
進歩党（しんぽとう、英語: Progressive Party）、または革新党（かくしんとう）は、アメリカ合衆国にかつて存在した政党。別名、ブル・ムース党（Bull Moose Party）。当時の進歩主義の風潮を反映している。
1912年に、当時のウィリアム・タフト大統領の所得税導入に反発する共和党の人士らによって結成された。1912年の大統領選挙にはセオドア・ルーズベルト前大統領を擁立したものの、共和党の支持者は分裂してしまい、結果的に民主党のウッドロウ・ウィルソンの勝利を許すこととなった。
1916年に解党し、その流れはロバート・M・ラフォレット・シニアによって1924年に結成された進歩党に引き継がれた。